# シンデレラコレクション
『シンデレラコレクション』は今井康絵による日本の漫画作品。『ちゃお』（小学館）にて2003年1月号より2005年3月号まで連載された。通称は「シンコレ」。ファッションブランドMezzo pianoとのコラボ作品である。 

## あらすじ
真面目でオシャレに興味の無かった夏川ニーナが、あることをきっかけにモデルに応募して様々な苦難を乗り越える。

## 登場人物
夏川 ニーナ / 夏川 新菜（なつかわにいな）
本作の主人公。負けず嫌い。クラスのダサい委員長だったがひょんなことから少女向け雑誌モデルに応募。ドジで服やメイクなどの知識が乏しかったが、カメラを向けられると別人のように様になる。5月21日生まれ。愛犬はクーちゃんとココット。
松木 旭（まつき あさひ）
ニーナのクラスの人気者。ファッションリーダー。ニーナがモデルになるきっかけを作った。明るく、いつもニーナにちょっかいをかけるが優しい性格。
中原 洋香（なかはら ひろか）
通称・ヒロたん。ニーナのことは嫌いだった。ヤンキー。ファションをバカにし、ニーナと大喧嘩するがそれがきっかけでファッションの楽しさを知る。後に親友となる。
豊田 桃香（とよだ ももか）
通称・トロ田。ニーナと同じ中学に通う地味な女子生徒。赤ちゃんモデルの経験がありそこそこ人気があったが、他のモデルに取って代わられた。その事からニーナのポーズや愛犬の種類などあらゆることを真似し、ニーナになりきることで、その座を奪おうとした。
クー
ニーナが飼っている チワワ。オス。誕生日は1月9日。クーちゃんの中冒険ではニーナと意識が入れ替わる。モデル犬。
ココット
ニーナが飼っている ダックスフンド。モデル犬。

## 書誌情報
- 今井康絵『シンデレラコレクション』小学館〈ちゃおフラワーコミックス〉全6巻

1. 2003年7月26日発売、ISBN 978-4-09-137379-3
2. 2004年1月26日発売、ISBN 978-4-09-137380-9
3. 2004年7月30日発売、ISBN 978-4-09-130036-2
4. 2004年12月27日発売、ISBN 978-4-09-130083-6
5. 2005年3月1日発売、ISBN 978-4-09-130098-0
6. 2005年6月1日発売、ISBN 978-4-09-130127-7